# 陳珍 (天順進士)
陳珍（1433年—？），字世重，廣東廣州府南海縣人，明朝政治人物。進士出身。

## 生平
廣東鄉試第十二名。天順元年（1457年）丁丑科會試第一百二十四名，殿試登進士第三甲第一百六十四名。
曾祖父陳觀保。祖父陳學成。父亲陳良廣。